# Ca l'Adroer de Viladasens
Ca l'Adroer de Viladasens és una obra de Viladasens (Gironès) protegida com a bé cultural d'interès local.

## Descripció
És un edifici de grans dimensions de tres plantes. Té obertures rectangular emmarcades, les finestres tenen balcons al pis superior i al primer pis hi ha una balconada. Destaca la galeria d'arcades del pis superior d'un dels costats, amb arcs de mig punt sostinguts per pilastres amb motllures.
Hi ha un gran portal de ferro dona accés al pati enjardinat, al costat del qual hi ha una capelleta amb una imatge de la Verge i el Nen rematada per una creu de pedra gravada en relleu. L'interior conserva pintures a les parets, mobiliari, etc, de les diferents generacions que hi ha habitat.

## Història
Existeix un document que formula una transacció feta per Raimundi Adroer l'1 de maig de 1164. L'arbre genealògic va fins al 1263. Tot i que a la família hi va haver pubilles, els nouvinguts sempre adoptaren el nom de la casa, i per això s'ha mantingut el cognom originari. Un dels avantpassats, Antoni Adroer, fou canonge de la Seu gironina.